# Літературно-мистецька премія імені Сидора Воробкевича

## Історія заснування премії
Літературно-мистецьку премію імені Сидора Воробкевича засновано у 1993 році.
Премію засновано з метою розвитку і популяризації національної культури Буковини, створення високохудожніх творів літератури і мистецтва, активізації діяльності членів творчих Спілок, професійних колективів, викладачів навчальних закладів та працівників культурно-освітньої роботи області.
Премія присуджується щороку за значні досягнення у розвитку культури та мистецтва краю найкращим буковинським митцям — письменникам, художникам, артистам, працівникам концертно-театральних організацій, мистецьких навчальних закладів, культурно-освітніх установ.
Літературно-мистецька премія імені Сидора Воробкевича присуджується у номінаціях «Література», «Музичне мистецтво», «Театральне мистецтво», «Науково-дослідницька діяльність з вивчення та пропаганди творчості Сидора Воробкевича та інших видатних митців Буковини», «Образотворче мистецтво», «Педагогічна діяльність в навчальних мистецьких закладах».
Премію лауреатам вручають у день святкування річниці Буковинського віча.

## Лауреати

### Лауреати премії 2010 року
Переможці у номінаціях:
- «Література» — поет, прозаїк, журналіст, громадський діяч Георгій Шевченко
- «Музичне мистецтво» — заслуженого працівника культури України, художнього керівника народних аматорських хорових колективів «Барвінок» та «Горицвіт» Сторожинецького району — Богдана Катамая
- «Театральне мистецтво» — заслужену артистку України, художнього керівника Чернівецького академічного обласного українського музично-драматичного театру імені Ольги Кобилянської Людмилу Цісельську (Скрипку),
- «Науково-дослідницька діяльність з вивчення та пропаганди творчості Сидора Воробкевича та інших видатних митців Буковини» — завідувачку інформаційно-бібліографічним відділом Чернівецької обласної універсальної наукової бібліотеки імені Михайла Івасюка Олександру Гаврилюк,
- «Образотворче мистецтво» — члена Національної Спілки художників України, художника декоративно-прикладного мистецтва Олену Чорногуз,
- «Педагогічна діяльність в навчальних мистецьких закладах» — викладача музично-теоретичних дисциплін Чернівецького обласного училища мистецтв імені Сидора Воробкевича Ірину Медриш.

### Лауреати премії 2007 року
У 2007 році обласну літературно-мистецьку премію імені Сидора Воробкевича присуджено:

в номінації: «Література» : Нагірняку Івану Семеновичу, (прозаїку, публіцисту, драматургу, члену Національної спілки письменників України; 

в номінації «Музичне мистецтво» : Созанському Йосипу Йосиповичу, (художньому керівнику, головному диригенту симфонічного оркестру Чернівецької обласної філармонії); 

в номінації «Образотворче мистецтво» : Пасічанському Ярославу Івановичу, заслуженому художнику України, члену Національної спілки художників України; 

в номінації «Театральне мистецтво» : Рідушу Тарасу Дмитровичу, завідувачу трупою Чернівецького обласного музично-драматичного театру імені О.Кобилянської; 

в номінації «Педагогічна діяльність в навчальних мистецьких закладах» : Стінковому Тарасу Дмитровичу, викладачу-методисту педагогічного коледжу Чернівецького національного університету імені Ю.Федьковича, Фельдману Льву Борисовичу, викладачу-методисту Чернівецького обласного училища мистецтв імені С.Воробкевича; 

в номінації «Науково-дослідницька діяльність по вивченню та пропаганді творчості С.Воробкевича та інших видатних митців Буковини» : Кожолянку Георгію Костянтиновичу, доктору історичних наук, професору Чернівецького національного університету імені Юрія Федьковича, Залуцькому Олександру Васильовичу, доценту кафедри музики Чернівецького національного університету імені Ю.Федьковича, члену обласного відділення Національної музичної спілки України.

### Лауреати премії минулих років
Серед лауреатів премії минулих років відомі діячі України і Буковини — Михайло Івасюк, Анатолій Литвинчук, Андрій Кушніренко, Володимир Вознюк,  Богдан Мельничук, Галина Тарасюк, Віталій Колодій, Микола Бучко, Володимир Михайловський, Василь Фольварочний, Анатолій Добрянський, Орест Криворучко, Василь Місевич, Анна Дущак, Анатолій Литвинчук, Остап Савчук, Петро Яковенко, Віктор Макогон, Віктор Костриж, Юхим Гусар та інші талановиті митці, науковці і педагоги.